# خورخي ألفيس دا سيلفا
خورخي ألفيس دا سيلفا (بالبرتغالية: Jorge Alves da Silva‏) هو لاعب كرة قدم برازيلي في مركز الدفاع، ولد في 23 فبراير 1946 في ساو باولو في البرازيل، وتوفي في 16 نوفمبر 2018. لعب مع نادي بالميراس.

## وصلات خارجية
- خورخي ألفيس دا سيلفا على موقع قاعدة بيانات كرة القدم.إي يو (الإنجليزية)
- خورخي ألفيس دا سيلفا على موقع أوليمبيديا (الإنجليزية)